# Lijst van burgemeesters van Echteld
Dit is een lijst van burgemeesters van de voormalige Nederlandse gemeente Echteld. De gemeente 'Ochten' bestond van 1811 tot 1818 en nadat IJzendoorn dat tot 1818 tot die gemeente behoorde zelfstandig was geworden werd de naam van gemeente gewijzigd in Echteld. Op 1 mei 1923 kwam IJzendoorn weer terug bij die gemeente die Echteld bleef heten. Op 1 januari 2002 ging Echteld op in de gemeente Neder-Betuwe (die eerst nog ruim een jaar 'Kesteren' heette).
| Ambtsperiode | Naam burgemeester               | Partij of stroming | Bijzonderheden |
| ------------ | ------------------------------- | ------------------ | --- |
| 1811 - 1812  | H. de Jongh jr                  |                    | maire |
| 1812 - 1814  | Anthony Tielenius Kruijthoff    |                    | maire, 1813 schout |
| 1814 - 1837  | C. van Riemsdijk                |                    | |
| 1838 - 1882  | Hubartus Dideric van Riemsdijk  |                    | |
| 1882 - 1889  | B.Th.A. Westerouen van Meeteren |                    | |
| 1889 - 1914  | W. de Haas                      |                    | |
| 1914 - 1942  | Hermanus Houtkoper              |                    | tevens burgemeester van Lienden (1930-1942) |
| 1942 - 1945? | J.A. den Hartog                 |                    | tevens burgemeester van Dodewaard |
| 1945 - 1980  | Jean Adriën Houtkoper           |                    | tot 1946 waarnemend; zoon van Hermanus Houtkoper die in de periode 1914-1942 burgemeester van Echteld was (tijdens ziekteverlof begin 1978 vervangen door Willem van Veeren) |
| 1981 - 1988  | Joost (J.) de Raad              | VVD                | waarnemend |
| 1988 - 2000  | Henk (H.J.) Zomerdijk           | VVD                | |
| 2000 - 2002  | Dick Kraaijveld                 | CDA                | waarnemend |